# Dario Igor Belletta
Dario Igor Belletta (født 27. januar 2004 i Magenta) er en professionel cykelrytter fra Italien, der kører for Solme-Olmo.

## Karriere
I 2013 blev han meldt ind i cykelklubben S.C. Arlunese fra Arluno. Fra 2016 til 2020 var han iklædt Società Ciclistica Busto Garolfos blå/sorte trikot, inden han fra 2021 skiftede til elite-juniorteamet GB Junior Team. Som juniorrytter vandt han flere gange verdensmesterskaberne og de italienske mesterskaber på banen.
I juli 2022 blev det offentliggjort at Belletta fra 2023 havde skrevet en to-årig kontrakt med det hollandske kontineltalhold Jumbo-Visma Development Team, der er udviklingshold for World Tour-teamet Team Jumbo-Visma.

## Meritter
| 2021 1. Juniorverdensmester i udskilningsløb 2. Junior-EM i omnium 2022 1. Italiensk juniormester i linjeløb |